# Ticket to Paradise (2022)
Ticket to Paradise (bra: Ingresso para o Paraíso; prt: Bilhete para o Paraíso) é um filme americano de comédia romântica co-escrito e dirigido por Ol Parker. É estrelado por George Clooney, Julia Roberts, Billie Lourd, Kaitlyn Dever e Lucas Bravo. O filme foi lançado nos Estados Unidos pela Universal Pictures em 21 de outubro de 2022.

## Sinopse
Wren Butler, estudante da Universidade de Chicago, acompanha sua melhor amiga Lily em uma excursão de pós-graduação a Bali. Depois que Lily, em um impulso, decide se casar com um morador local, seus pais divorciados tentam impedir sua filha de cometer o mesmo erro que cometeram há 25 anos. Enquanto isso, Wren fica em Bali para as festividades e, no processo, encontra seu próprio amor com um médico local.

## Elenco
- George Clooney
- Julia Roberts
- Billie Lourd como Wren Butler
- Kaitlyn Dever como Lily
- Lucas Bravo

## Produção

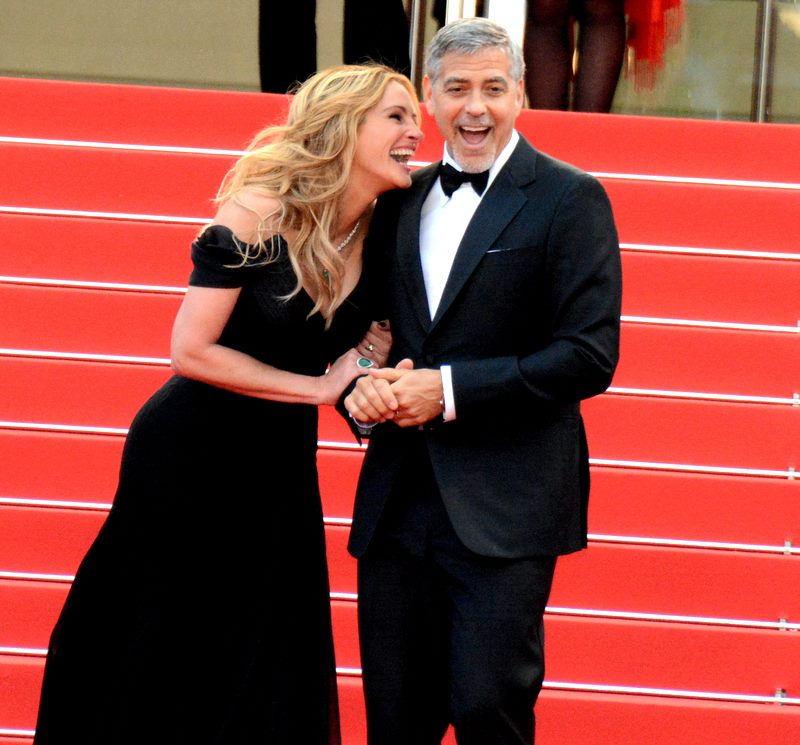
George Clooney e Julia Roberts interpretam um casal divorciado em Ticket to Paradise

Ticket to Paradise é uma comédia romântica escrita por Ol Parker e Daniel Pipski. É uma co-produção americana entre as produtoras Working Title Films, Smokehouse Pictures e Red Om Films. O longa-metragem foi anunciado em 26 de fevereiro de 2021, com George Clooney e Julia Roberts definidos para estrelar e Parker para dirigir para a Universal Pictures. Ticket to Paradise reúne Clooney e Roberts após atuarem juntos em Ocean's Eleven (2001), Ocean's Twelve (2004) e Money Monster (2016). A Deadline Hollywood observou que a Universal estava planejando lançar o filme nos cinemas e disse que era "importante para aqueles que se perguntam quando os estúdios de cinema vão parar de vender pacotes caros de estrelas de cinema para plataformas de streaming". Fontes também disseram ao Deadline que os executivos da Universal foram rápidos em impedir que os sites de streaming adquirissem os direitos de distribuição do filme.
Em preparação para seu papel, Clooney começou uma dieta cetogênica para perder peso. Em março de 2021, Billie Lourd entrou em negociações para estrelar o filme. Em 9 de março Paul Fletcher, Ministro de Comunicações e Artes da Austrália, anunciou que as filmagens ocorreriam no estado australiano de Queensland, em locais que incluem as Ilhas Whitsunday, Gold Coast e Brisbane. Em um comunicado, Fletcher disse que o filme receberia uma bolsa de AU$ 6,4 milhões, e que a produção geraria pelo menos 270 empregos e AU$ 47 milhões para a economia local. Lourd e Kaitlyn Dever foram confirmadas no elenco em abril de 2021, e Lucas Bravo entrou para o filme em outubro do mesmo ano. As filmagens principais começaram em novembro de 2021. O Tangalooma Island Resort, na Ilha de Moreton, e o The Palm Bay Resort em Long Island também foram usados para as filmagens. Em janeiro de 2022, as filmagens foram suspensas devido ao avanço dos casos de covid-19 em Queensland. A produção, que terminaria em apenas duas semanas, ficou pausada por três meses por causa da pandemia.

## Lançamento
Ticket to Paradise está previsto para ser lançado nos cinemas dos Estados Unidos pela Universal Pictures em 21 de outubro de 2022. A data prevista inicialmente era em 30 de setembro de 2022. O filme entrará no catálogo do serviço de streaming Peacock 45 dias após a estreia nos cinemas. Ticket to Paradise também está na lista dos filmes que podem ter uma estreia mundial no Festival de Cinema de Veneza de 2022.